# Лігурі (Естонія)
Лігурі (ест. Liguri) — село в Естонії, входить до складу волості Варсту, повіту Вирумаа.